# 木屋太二
木屋 太二（きや たいじ、1948年 - )は、将棋ライター、観戦記者。
本名は古澤耕二で日本将棋連盟指導棋士（6段）。父は俳人の古沢太穂。

## 略歴
横浜市生まれ。1965年、坂口允彦九段門下で奨励会入会。
「将棋世界」「将棋」編集部を経て、フリーのライターに。竜王戦、新人王戦、女流名人位戦等の観戦記を執筆した。
2006年より日本将棋連盟指導棋士。

## 著書
- 将棋クロスワードパズル : 次の一手 屋敷伸之の忍者将棋 屋敷伸之 監修,木屋太二 著 高橋書店  1991
- 筋違い角と相振り飛車 : ライバルに勝つ(秘)作戦 森内俊之 監修,木屋太二 著 主婦と生活社  1997(森内優駿流棋本ブックス)
- 超阪田流角命戦法 : 阪田流向かい飛車を超えた新戦法! 森内俊之 監修,木屋太二 著 主婦と生活社  1999(森内優駿流棋本ブックス)
- 羽生の新格言集105 羽生善治, 木屋太二 著 日本将棋連盟  2001